# Escœuilles
Escœuilles [ekœj] est une commune française située dans le département du Pas-de-Calais en région Hauts-de-France. Ses habitants sont appelés les Escœuillois.
La commune fait partie de la communauté de communes du Pays de Lumbres qui regroupe 36 communes et compte 24 187 habitants en 2021.
Avec une altitude de 211 m, Escœuilles est la plus haute commune du département du Pas-de-Calais avec sa voisine Alquines.
Le territoire de la commune est situé dans le parc naturel régional des Caps et Marais d'Opale.

## Géographie

### Localisation
Localisée dans le nord du département du Pas-de-Calais, la commune d'Escœuilles, située au cœur du parc naturel régional des Caps et Marais d'Opale, se trouve, à vol d'oiseau, à 22 km à l'est de Boulogne-sur-Mer (aire d'attraction) et à 23 km à l'ouest de Saint-Omer (chef-lieu d'arrondissement). Le territoire communal est en limite entre le Boulonnais à l'ouest et l'Audomarois à l'est.
Le territoire de la commune est limitrophe de ceux de six communes.
Les communes limitrophes sont Rebergues, Quesques, Surques, Alquines, Brunembert et Haut-Loquin.

### Géologie et relief
La superficie de la commune est de 5,91 km2 ; son altitude varie de 93  à   211 m.
Le village s'étage au bord du coteau de la boutonnière du Boulonnais, sur un plateau intermédiaire recouvert de limons. L'altitude varie entre 93 et 211 m, ce qui fait d'Escœuilles la plus haute commune du département du Pas-de-Calais avec sa voisine Alquines. La cuesta se compose de craie marneuse (en bas) et de craie blanche à silex (en haut). Les sols des coteaux sont calcaires, avec des pentes jusqu'à plus de 20 % ponctuellement.

### Hydrographie
Le territoire de la commune est situé dans le bassin Artois-Picardie.
C'est dans la commune que la rivière la Hem ou Tiret, cours d'eau naturel non navigable de 27,92 km, prend sa source. La Hem part vers le nord pour se jeter dans l'Aa dans la commune de Sainte-Marie-Kerque.

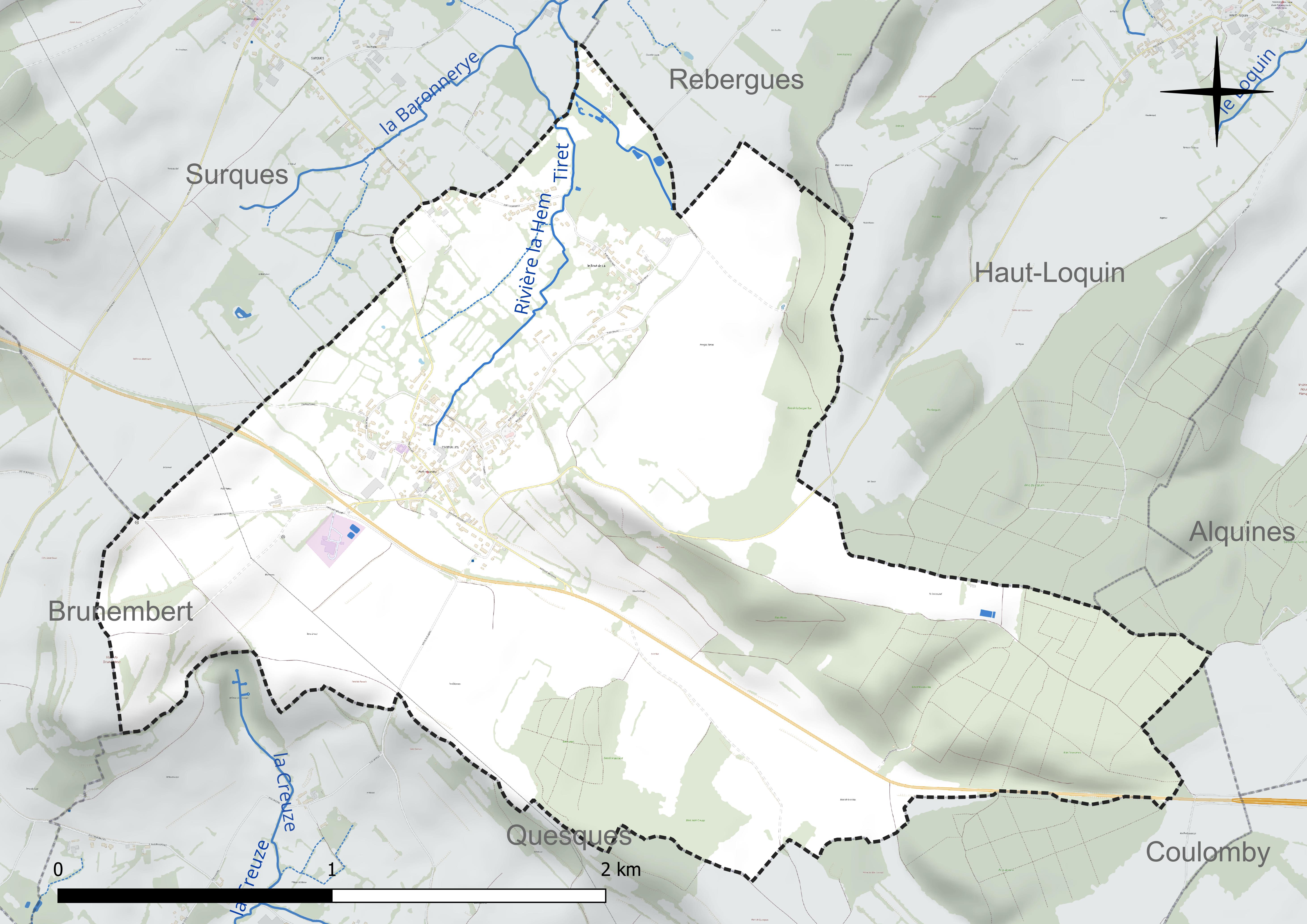
Réseau hydrographique d'Escœuilles.

### Climat
Pour des articles plus généraux, voir Climat des Hauts-de-France et Climat du Pas-de-Calais.
En 2010, le climat de la commune est de type climat océanique franc, selon une étude du CNRS s'appuyant sur une série de données couvrant la période 1971-2000. En 2020, Météo-France publie une typologie des climats de la France métropolitaine dans laquelle la commune est exposée à un climat océanique et est dans la région climatique Côtes de la Manche orientale, caractérisée par un faible ensoleillement (1 550 h/an) ; forte humidité de l’air (plus de 20 h/jour avec humidité relative > 80 % en hiver), vents forts fréquents.
Pour la période 1971-2000, la température annuelle moyenne est de 10 °C, avec une amplitude thermique annuelle de 13,3 °C. Le cumul annuel moyen de précipitations est de 924 mm, avec 12,8 jours de précipitations en janvier et 8,8 jours en juillet. Pour la période 1991-2020, la température moyenne annuelle observée sur la station météorologique la plus proche, située sur la commune de Licques à 7 km à vol d'oiseau, est de 10,5 °C et le cumul annuel moyen de précipitations est de 1 138,1 mm,. Pour l'avenir, les paramètres climatiques de la commune estimés pour 2050 selon différents scénarios d'émission de gaz à effet de serre sont consultables sur un site dédié publié par Météo-France en novembre 2022.

### Paysages
Pour un article plus général, voir Paysage en France.
La commune est située à la jonction de trois paysages tels qu'ils sont définis dans l’atlas des paysages de la région Nord-Pas-de-Calais, conçu par la direction régionale de l'Environnement, de l'Aménagement et du Logement (DREAL), :
- le « paysage boulonnais, qui concerne 66 communes, se délimite : au Nord, par les paysages des coteaux calaisiens et du Pays de Licques, à l’Est, par le paysage du Haut pays d’Artois, et au Sud, par les paysages Montreuillois.

Le paysage boulonnais, constitué d'une boutonnière bordée d’une cuesta définissant un pays d’enclosure, est essentiellement un paysage bocager composé de 47 % de son sol en herbe ou en forêt et de 31 % en herbage, avec, dans le sud et l’est, trois grandes forêts, celle de Boulogne, d’Hardelot et de Desvres et, au nord, le bassin de carrière avec l'extraction de la pierre de Marquise depuis le Moyen Âge et de la pierre marbrière dont l'extraction s'est developpée au XIXe siècle.
La boutonnière est formée de trois ensembles écopaysagers : le plateau calcaire d’Artois qui forme le haut Boulonnais, la boutonnière qui forme la cuvette du bas Boulonnais et la cuesta formée d’escarpements calcaires.
Dans ce paysage, on distingue trois entités : les vastes champs ouverts du Haut Boulonnais ; le bocage humide dans le Bas Boulonnais et la couronne de la cuesta avec son dénivelé important et son caractère boisé ;
- les « paysages des hauts plateaux artésiens », qui concernent 77 communes du Pas-de-Calais, se situent à l'extrémité ouest des collines de l'Artois qui traversent le Pas-de-Calais d'Arras au Boulonnais. L'alltitude de ces paysages dépassent les 180 mètres. Ces dimensions sont modestes, d'une quinzaine de kilomètres du sud-est au nord-ouest et d'une vingtaine de kilomètres dans sa dimension la plus grande[14].

Ces « paysages des hauts plateaux artésiens », appelés aussi « Haut Artois », se caractérisent par trois ensembles écopaysagers :
- - l'ensemble mésophile ouvert du plateau artésien calcaire ;
  - l'ensemble alluvial des fonds de vallée de la Lys et de l'Aa ;
  - l'ensemble calcicole des versants calcaires des vallées[14].

Le « Haut Artois » dispose d'une importante densité de corridors biologiques bien interconnectés.
Dans le « Haut Artois », pas de villes, c'est une des rares terres rurales de la région, les communes les plus importantes sont, du nord au sud, Lumbres, Fauquembergues et Fruges. Le « Haut Artois », drainé par l'Aa et la Lys, constitue le sommet de l'anticlinal artésien, paysage ventée, froid et aux précipitations importantes qui en font le château d'eau régional.
Leș cultures représentent environ 60 % des sols, les prairies entre 26 et 27 %, les bois de 5 à 8 % et les villages et bourgs de 5 à 8 %, l'industrie y est peu présente ;
- les « paysages des coteaux calaisiens et du pays de Licques » concernent 56 communes du Pas-de-Calais. Ces paysages s'étendent sur environ 30 km de long (est-ouest) et 15 km de large (nord-sud) et présentent deux sous-ensembles : les coteaux calaisiens au nord et le pays de Licques au sud. Les altitudes de ces paysages varient de 206 m dans le Pays de Licques, à 120 m dans l’ouest des coteaux Calaisiens, près de Guînes, et à 10 m dans l'est, près d'Audruicq[15].

Ces paysages recouvrent trois entités écopaysagères : les collines guînoises qui constituent le rebord septentrional de l'Artois, l'entité de Bredenarde qui appartient à la plaine maritime flamande, et la cuvette de Licques. Ils sont constitués de 59,70 % de cultures, de 17,30 % de forêts, de 15,11 % de prairies naturelles, permanentes, de 7,45 % d'espaces artificialisés, avec les quatre principales communes que sont Audruicq, Ardres, Guînes et Licques, de 0,27 % d'industries, et de 0,18 % de cours d'eau et plan d'eau.
Les éléments structurants de ces paysages sont la LGV Nord et l'A26, la rivière la Hem qui coule du sud vers le nord-est, les escarpements sur les coteaux du Calaisis et autour du pays de Licques et, d'ouest en est, les différents boisements comme la forêt de Guînes, le bois de l'Abbaye, la forêt de Tournehem et une partie de la forêt d'Éperlecques.

### Milieux naturels et biodiversité

#### Espace protégé
La protection réglementaire est le mode d’intervention le plus fort pour préserver des espaces naturels remarquables et leur biodiversité associée.
Dans ce cadre, la commune fait partie d'un espace protégé : le parc naturel régional des Caps et Marais d'Opale, d’une superficie de 132 499 ha réparties sur 154 communes, géré par le syndicat mixte d'aménagement et de gestion du parc naturel régional des Caps et Marais d'Opale.

#### Zones naturelles d'intérêt écologique, faunistique et floristique
L’inventaire des zones naturelles d'intérêt écologique, faunistique et floristique (ZNIEFF) a pour objectif de réaliser une couverture des zones les plus intéressantes sur le plan écologique, essentiellement dans la perspective d’améliorer la connaissance du patrimoine naturel national et de fournir aux différents décideurs un outil d’aide à la prise en compte de l’environnement dans l’aménagement du territoire.
Le territoire communal comprend deux ZNIEFF de type 1 : 
- les bois Court-Haut, bois Roblin, bois Fort-taille, bois du Locquin, bois de la Longue rue et leurs lisières. Cet petit ensemble forestier marque le revers méridional de la cuesta du pays de Licques, en contact direct avec la grande dépression du Boulonnais[18] ;
- le mont de Brunembert et le coteau de Quesques. Cette ZNIEFF est constituée du mont de Brunembert qui culmine à plus de 180 m, c'est un promontoire crayeux dominant la cuvette herbagère du Bas-Boulonnais, Ce mont est prolongé par le coteau de Quesques. Elle est entaillée par un vallon boisé très profond, la Fosse de la Creuze, d'où jaillissent plusieurs sources alimentant de petits ruisseaux s’écoulant vers le bocage herbager de Quesques[19].

et deux ZNIEFF de type 2 : 
- la boutonnière de pays de Licques. Cette ZNIEFF, de 17 830 ha, s'étend sur 43 communes[20] ;
- la cuesta du Boulonnais entre Neufchâtel-Hardelot et Colembert. Cette ZNIEFF marque la séparation entre les terrains du Jurassiques du Bas-Boulonnais et les plateaux crayeux des hautes terres Artésiennes[21].

Carte des ZNIEFF de type 1 et 2 sur la commune
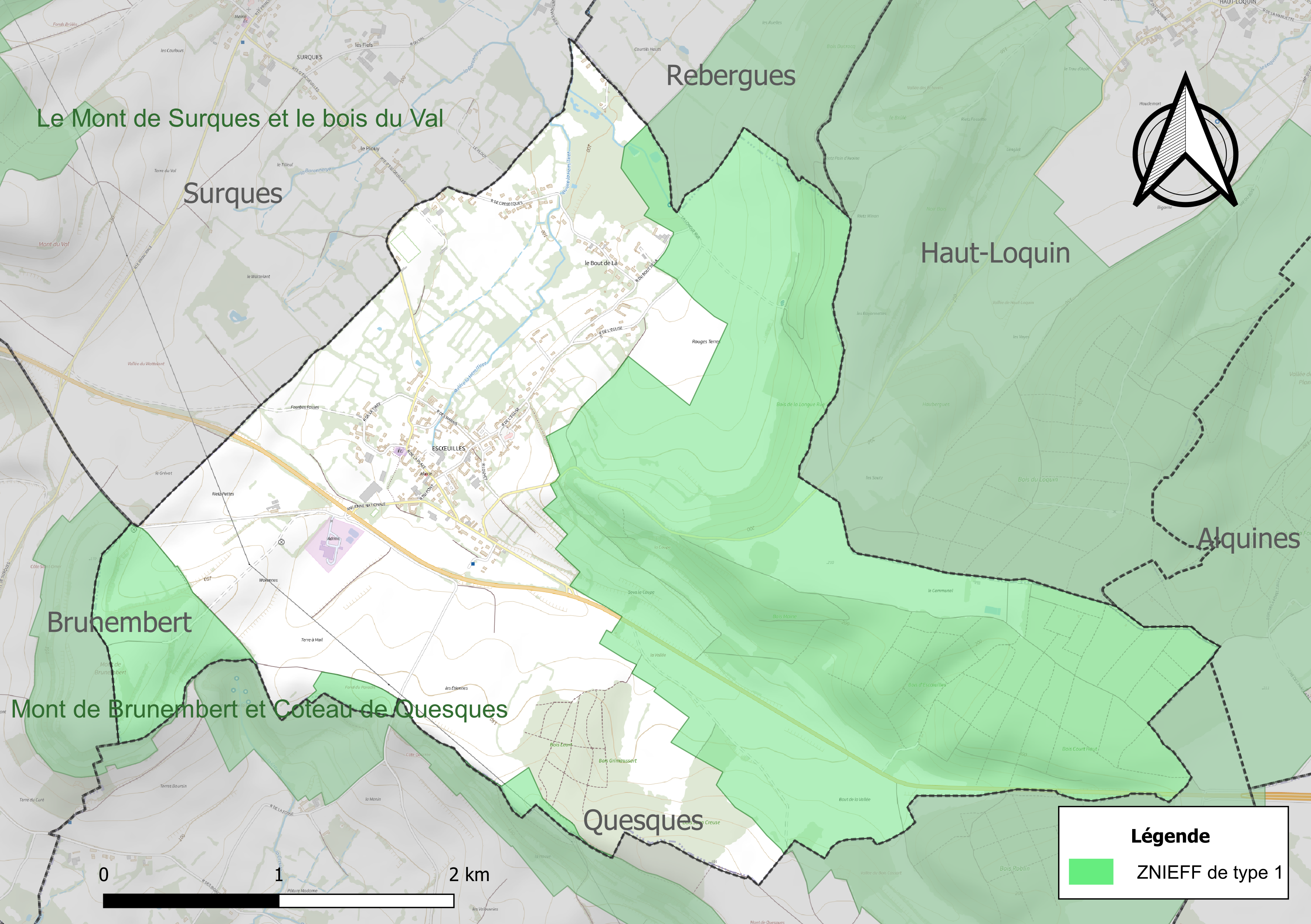
Carte des ZNIEFF de type 1 sur la commune.
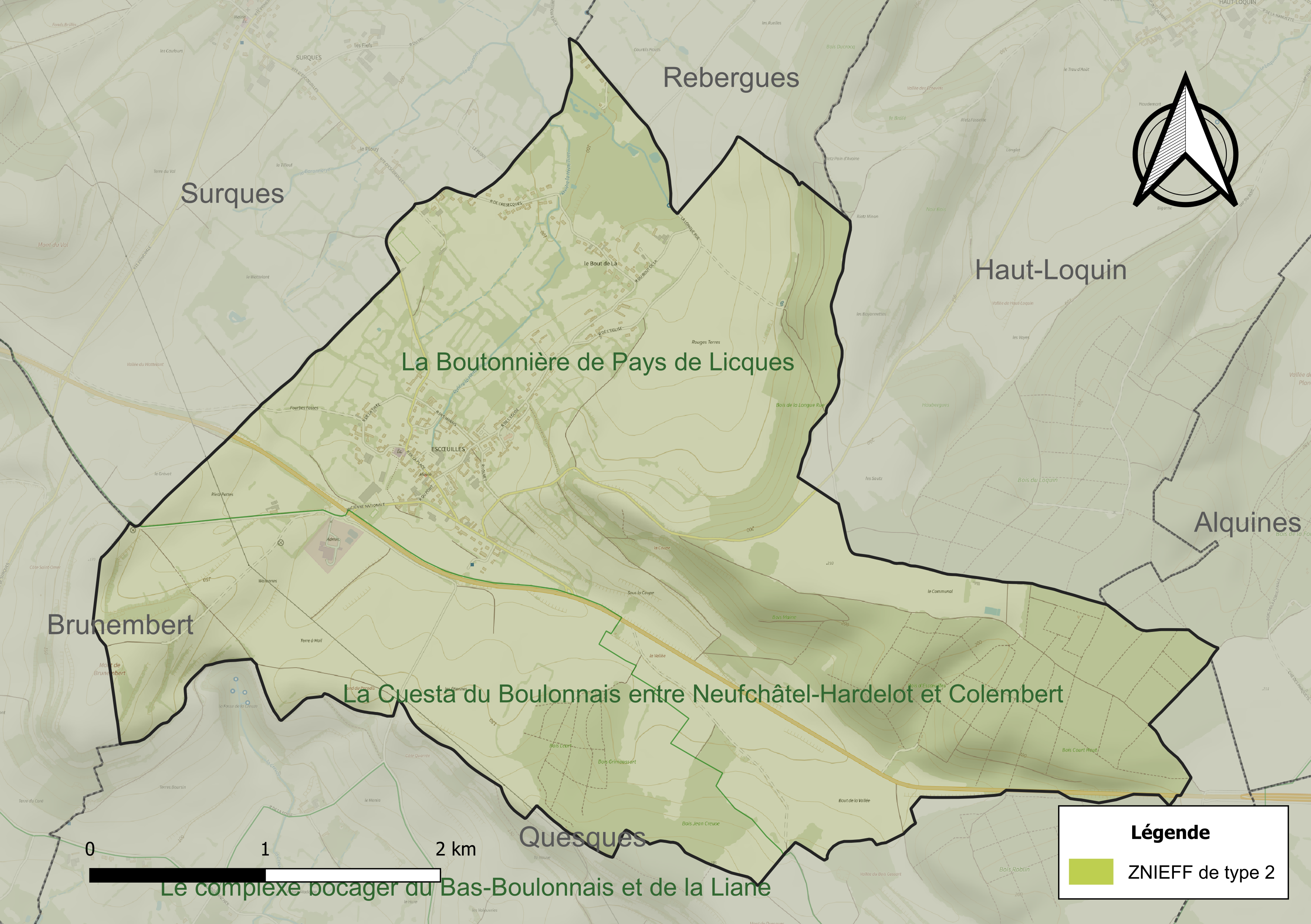
Carte des ZNIEFF de type 2 sur la commune.

#### Site Natura 2000
Le réseau Natura 2000 est un réseau écologique européen de sites naturels d’intérêt écologique élaboré à partir des directives « habitats » et « oiseaux ». Ce réseau est constitué de zones spéciales de conservation (ZSC) et de zones de protection spéciale (ZPS). Dans les zones de ce réseau, les États membres s'engagent à maintenir dans un état de conservation favorable les types d'habitats et d'espèces concernés, par le biais de mesures réglementaires, administratives ou contractuelles.
Sur la commune, un site Natura 2000 de type B est défini en site d'importance communautaire (SIC) : les pelouses et bois neutrocalcicoles des cuestas du Boulonnais et du Pays de Licques et la forêt de Guînes.

## Urbanisme
La commune est dotée d'une carte communale.

### Typologie
Au 1er janvier 2024, Escœuilles est catégorisée commune rurale à habitat dispersé, selon la nouvelle grille communale de densité à sept niveaux définie par l'Insee en 2022.
Elle est située hors unité urbaine. Par ailleurs la commune fait partie de l'aire d'attraction de Boulogne-sur-Mer, dont elle est une commune de la couronne,. Cette aire, qui regroupe 80 communes, est catégorisée dans les aires de 50 000 à moins de 200 000 habitants,.

### Occupation des sols
L'occupation des sols de la commune, telle qu'elle ressort de la base de données européenne d’occupation biophysique des sols Corine Land Cover (CLC), est marquée par l'importance des territoires agricoles (71,4 % en 2018), une proportion sensiblement équivalente à celle de 1990 (71,7 %). La répartition détaillée en 2018 est la suivante : 
terres arables (45,4 %), forêts (23,8 %), prairies (23,4 %), zones urbanisées (4,8 %), zones agricoles hétérogènes (2,5 %). L'évolution de l’occupation des sols de la commune et de ses infrastructures peut être observée sur les différentes représentations cartographiques du territoire : la carte de Cassini (XVIIIe siècle), la carte d'état-major (1820-1866) et les cartes ou photos aériennes de l'IGN pour la période actuelle (1950 à aujourd'hui).

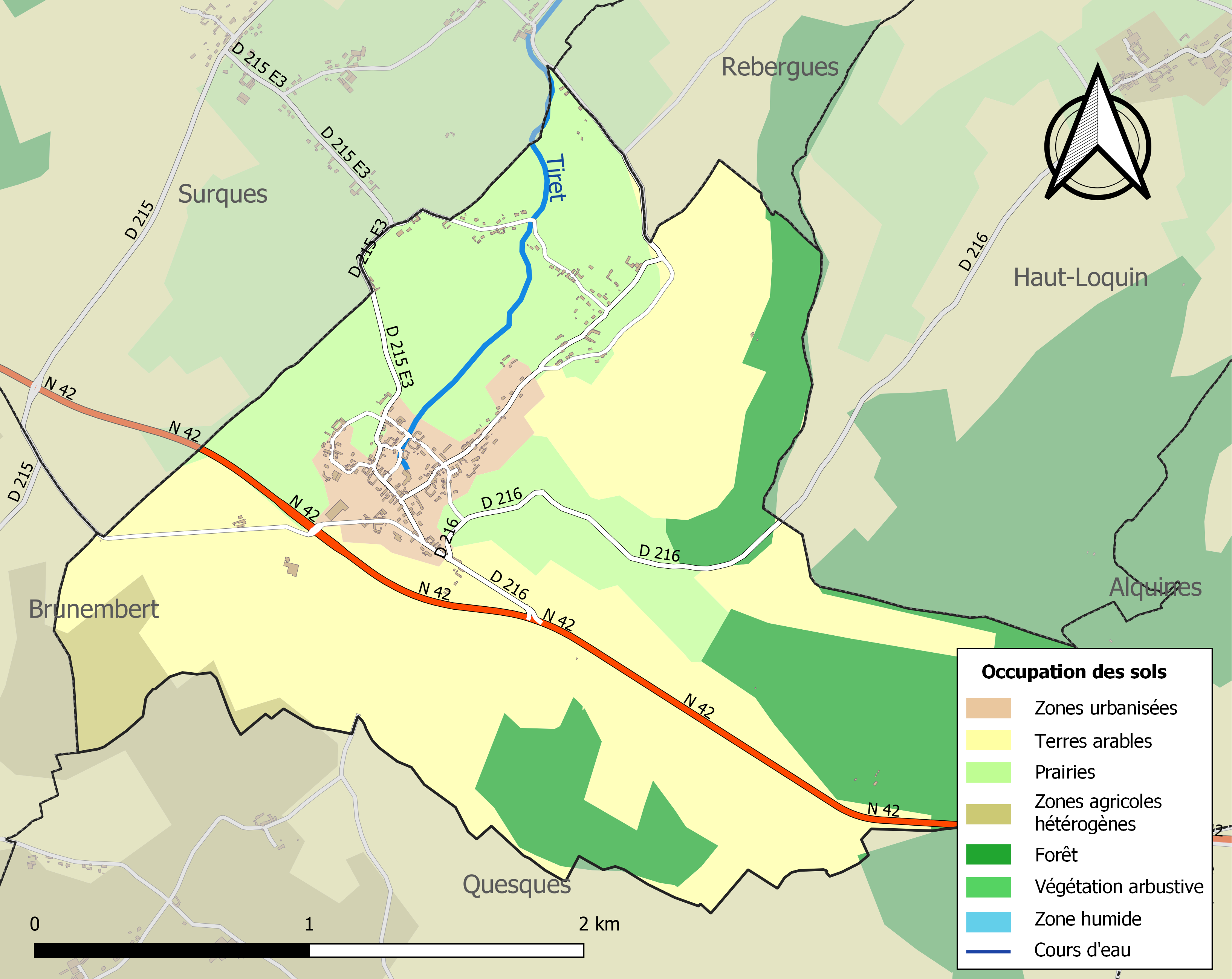
Carte des infrastructures et de l'occupation des sols de la commune en 2018 (CLC).

### Voies de communication et transports

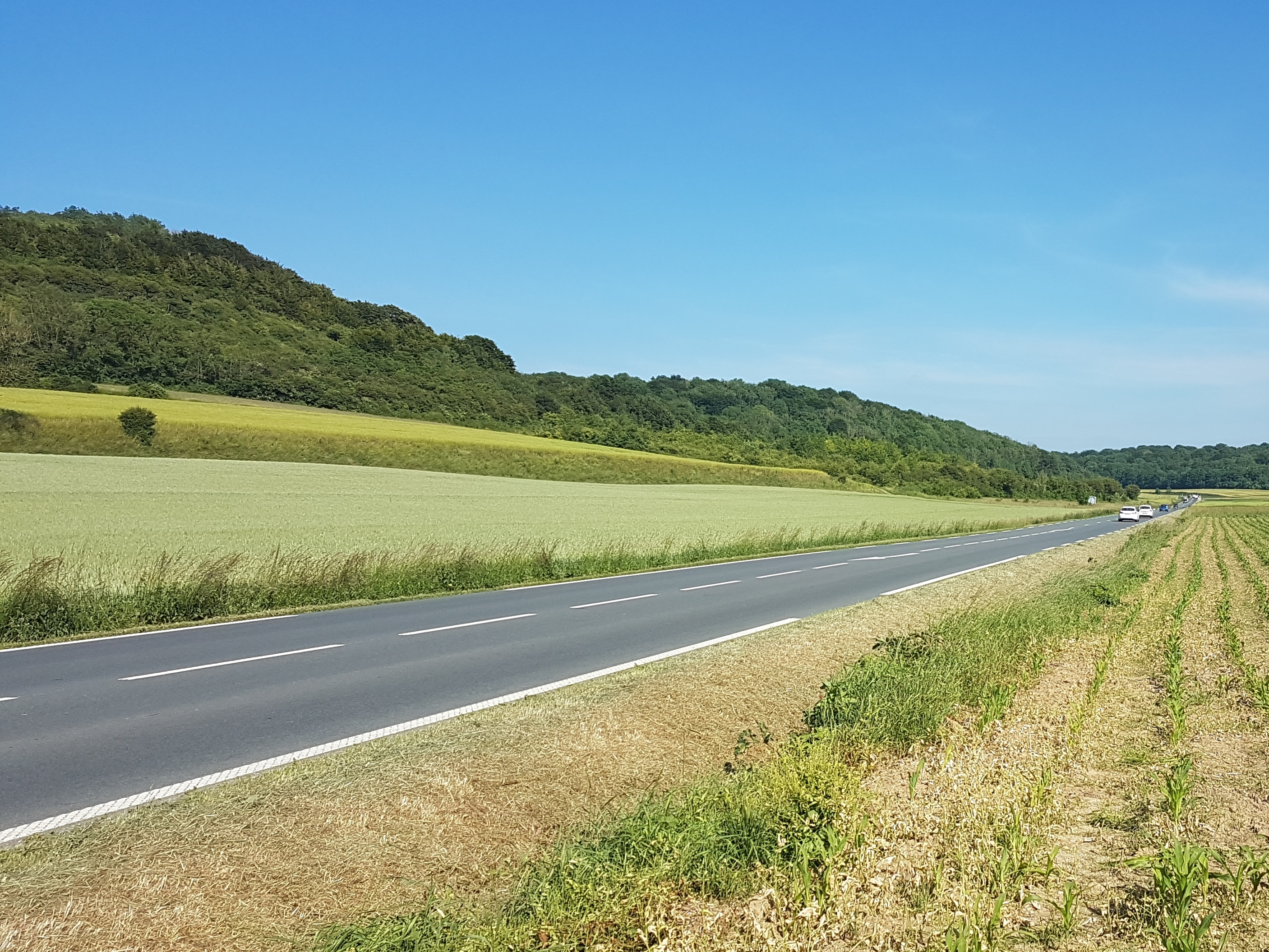
La route nationale 42 à hauteur d'Escœuilles.

La route nationale 42 traverse le village et permet de rejoindre en moins de 25 minutes Boulogne-sur-Mer et l'autoroute A16 à l'ouest ainsi que Saint-Omer et l'autoroute A26 à l'est.

### Risques naturels et technologiques

#### Risque inondation
À la suite du passage des tempêtes Ciarán, Domingos et Elisa et des inondations et coulées de boue qui se sont produites, la commune est reconnue, par arrêté du 14 novembre 2023, en état de catastrophe naturelle pour inondations et coulées de boue sur la période du 2 au 12 novembre 2023, comme 179 autres communes du département.

## Toponymie

### Attestations anciennes
Le nom de la localité est attesté sous les formes Scules en 1084 ; Scoles de 1119 à 1139 ; Squeles en 1170 ; Escules de 1169 à 1173 ; Schulae en 1174 ; Scoilles en 1189 ; Skueles en 1220 ; Escueles en 1240 ; Escuelles en 1302 ; Escoeulles en 1525 ; Esquelles et Esqueulles en 1559 ; Escoeulle en 1694 ; Esceulles en 1720 ; Équeulles en 1725 ; Écueil en 1739 ; Équeule en 1762, Ecoeuilles en 1793 ; Escœuilles depuis 1801.

### Étymologie
Viendrait de la variante féminine de l'oïl escueil « lieu où l'on se retire, rocher », venant du latin scopulus « rocher », au pluriel.
Skole en flamand.

## Histoire
La Marcanderie : il existe une ancienne ferme du XVIIe siècle autrefois nommée « La Marcanderie », certainement une ancienne place de marché. Celle-ci est située dans la rue du bout de l'Aa (qui veut dire « eau » ou « eau courante » en celtique). D'importants travaux y sont effectués dans la première moitié du XIXe siècle, lui donnant son apparence actuelle.

## Politique et administration

### Découpage territorial
La commune se trouve dans l'arrondissement de Saint-Omer du département du Pas-de-Calais, depuis 1801.

#### Commune et intercommunalités
La commune est membre de la communauté de communes du Pays de Lumbres.

#### Circonscriptions administratives
La commune est rattachée au canton de Lumbres, depuis 1801.

#### Circonscriptions électorales
Pour l'élection des députés, la commune fait partie de la sixième circonscription du Pas-de-Calais.

### Élections municipales et communautaires

#### Liste des maires
| Période                                  | Période                       | Identité        | Étiquette | Qualité |
| ---------------------------------------- | ----------------------------- | --------------- | --------- | --- |
| Les données manquantes sont à compléter. |                               |                 |           | |
| mars 2001                                | 2008                          | Léonce Leroy    |           | |
| mars 2008                                | En cours (au 17 février 2022) | Christian Leroy | SE        | Chef d’entreprise dans l'ingénierie Président de la CC du Pays de Lumbres (2014 → ) Réélu pour le mandat 2014-2020, Réélu pour le mandat 2020-2026 |

## Équipements et services publics

### Enseignement
La commune est située dans l'académie de Lille et dépend, pour les vacances scolaires, de la zone B.
La commune administre une école primaire en regroupement pédagogique intercommunal (RPI 157).

### Justice, sécurité, secours et défense
La commune dépend du tribunal judiciaire de Saint-Omer, du conseil de prud'hommes de Saint-Omer, de la cour d'appel de Douai, du tribunal de commerce de Boulogne-sur-Mer, du tribunal administratif de Lille, de la cour administrative d'appel de Douai, du pôle nationalité du tribunal judiciaire de Boulogne-sur-Mer et du tribunal pour enfants de Saint-Omer.

## Population et société

### Démographie
Les habitants de la commune sont appelés les Escœuillois.

#### Évolution démographique
L'évolution du nombre d'habitants est connue à travers les recensements de la population effectués dans la commune depuis 1793. Pour les communes de moins de 10 000 habitants, une enquête de recensement portant sur toute la population est réalisée tous les cinq ans, les populations de référence des années intermédiaires étant quant à elles estimées par interpolation ou extrapolation. Pour la commune, le premier recensement exhaustif entrant dans le cadre du nouveau dispositif a été réalisé en 2008.

En 2022, la commune comptait 475 habitants, en évolution de −0,63 % par rapport à 2016 (Pas-de-Calais : −0,72 %, France hors Mayotte : +2,11 %).
| 1793 | 1800 | 1806 | 1821 | 1831 | 1836 | 1841 | 1846 | 1851 |
| ---- | ---- | ---- | ---- | ---- | ---- | ---- | ---- | ---- |
| 306  | 266  | 321  | 312  | 386  | 413  | 460  | 406  | 407  |

| 1856 | 1861 | 1866 | 1872 | 1876 | 1881 | 1886 | 1891 | 1896 |
| ---- | ---- | ---- | ---- | ---- | ---- | ---- | ---- | ---- |
| 409  | 400  | 385  | 344  | 352  | 357  | 359  | 373  | 357  |

| 1901 | 1906 | 1911 | 1921 | 1926 | 1931 | 1936 | 1946 | 1954 |
| ---- | ---- | ---- | ---- | ---- | ---- | ---- | ---- | ---- |
| 330  | 336  | 343  | 312  | 308  | 292  | 303  | 288  | 309  |

| 1962 | 1968 | 1975 | 1982 | 1990 | 1999 | 2006 | 2008 | 2013 |
| ---- | ---- | ---- | ---- | ---- | ---- | ---- | ---- | ---- |
| 321  | 328  | 309  | 296  | 331  | 398  | 433  | 443  | 472  |

| 2018 | 2022 | - | - | - | - | - | - | - |
| ---- | ---- | - | - | - | - | - | - | - |
| 479  | 475  | - | - | - | - | - | - | - |

#### Pyramide des âges
En 2018, le taux de personnes d'un âge inférieur à 30 ans s'élève à 40,8 %, soit au-dessus de la moyenne départementale (36,7 %). À l'inverse, le taux de personnes d'âge supérieur à 60 ans est de 16,1 % la même année, alors qu'il est de 24,9 % au niveau départemental.
En 2018, la commune comptait 241 hommes pour 238 femmes, soit un taux de 50,31 % d'hommes, légèrement supérieur au taux départemental (48,5 %).
Les pyramides des âges de la commune et du département s'établissent comme suit.
| Hommes | Classe d’âge | Femmes |
| ------ | ------------ | ------ |
| 0,4    | 90 ou +      | 1,3    |
| 4,1    | 75-89 ans    | 6,3    |
| 9,5    | 60-74 ans    | 10,5   |
| 23,2   | 45-59 ans    | 20,2   |
| 21,6   | 30-44 ans    | 21,4   |
| 16,6   | 15-29 ans    | 19,3   |
| 24,5   | 0-14 ans     | 21,0   |

| Hommes | Classe d’âge | Femmes |
| ------ | ------------ | ------ |
| 0,5    | 90 ou +      | 1,6    |
| 5,6    | 75-89 ans    | 8,9    |
| 16,7   | 60-74 ans    | 18,1   |
| 20,2   | 45-59 ans    | 19,2   |
| 18,9   | 30-44 ans    | 18,1   |
| 18,2   | 15-29 ans    | 16,2   |
| 19,9   | 0-14 ans     | 17,9   |

## Culture locale et patrimoine

### Lieux et monuments

#### Monument historique
- L'église Notre-Dame-de-l'Assomption fait l’objet d’une inscription au titre des monuments historiques depuis le 10 juin 1926[46]. Elle héberge quatre éléments patrimoniaux, répertoriés dans la base Palissy, classés ou inscrits au titre d'objet des monuments historiques, dont deux sont classés[47].

#### Autres monuments
- La chapelle Notre-Dame-de-Lourdes.
- Le monument aux morts[48].
- La Vierge des Fous.

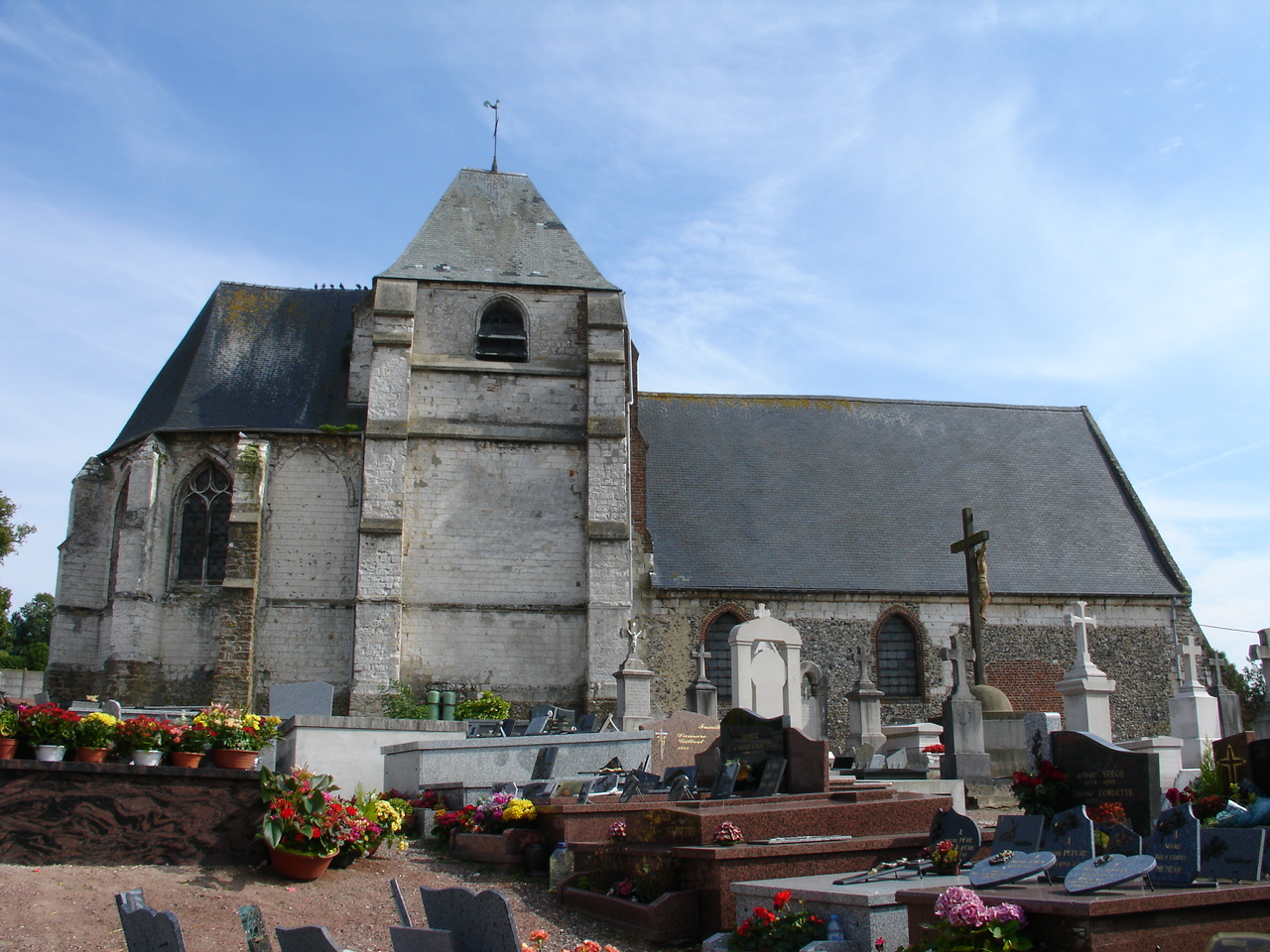
L'église Notre-Dame-de-l'Assomption.
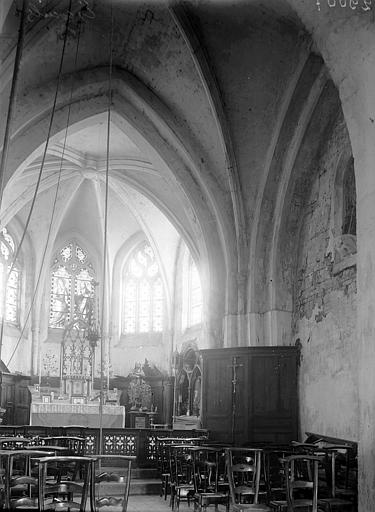
Le chœur.
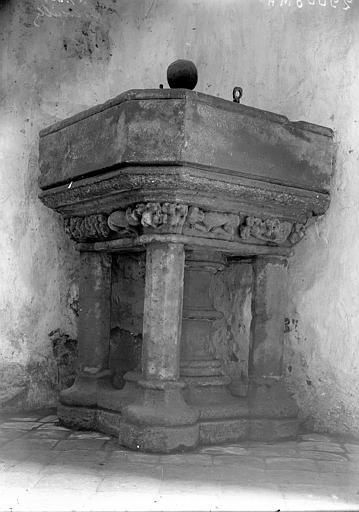
Les fonts baptismaux.
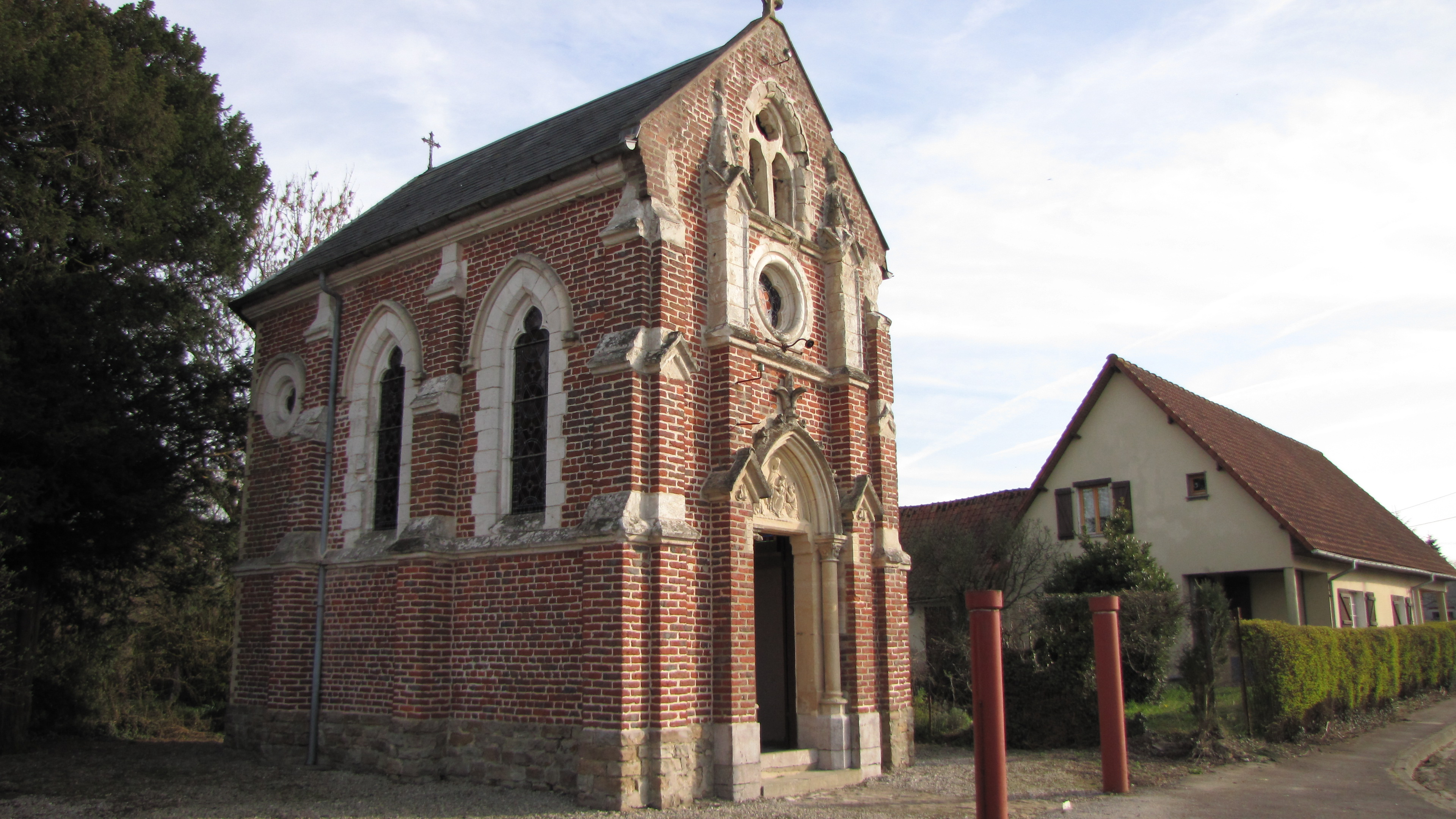
La chapelle Notre-Dame-de-Lourdes.

### Héraldique
| Blason de Escœuilles | Blason  | D'or à l'aigle bicéphale de sable. |
| Blason de Escœuilles | Détails | Armes de la famille du Quesnoy, dont Louis du Quesnoy, écuyer et colonel d'infanterie des troupes boulonnaises, fut seigneur d'Escœuilles en 1665. Adopté par la municipalité à la fin des années 1990. |

## Pour approfondir